# Naturaleza muerta
Naturaleza muerta è un album dei Fangoria, pubblicato dalla Subterfuge nell'estate del 2001.
Dall'album sono stati estratti come singoli i brani No sé qué me das, Eternamente inocente, Hombres e Más que una bendición.
Tra traccia numero 12, Ese hombre, è una cover del brano omonimo di Rocío Jurado.

## Tracce
1. Soy tu destino – 2:55
2. Más que una bendición – 3:43
3. Eternamente inocente – 3:43
4. No sé qué me das – 4:35
5. Amo el peligro – 3:37
6. El cielo está vacío – 3:56
7. Un astronauta solo, flotando – 3:06
8. Hombres – 4:03
9. Déjame llorar – 4:13
10. ¿Cómo solucionar problemas del corazón en condiciones atmosféricas adversas? – 3:52
11. ¿Por qué todo ha de ser color de rosa? – 2:48
12. Ese hombre – 3:55